# Indeling van plaatsen in Estland

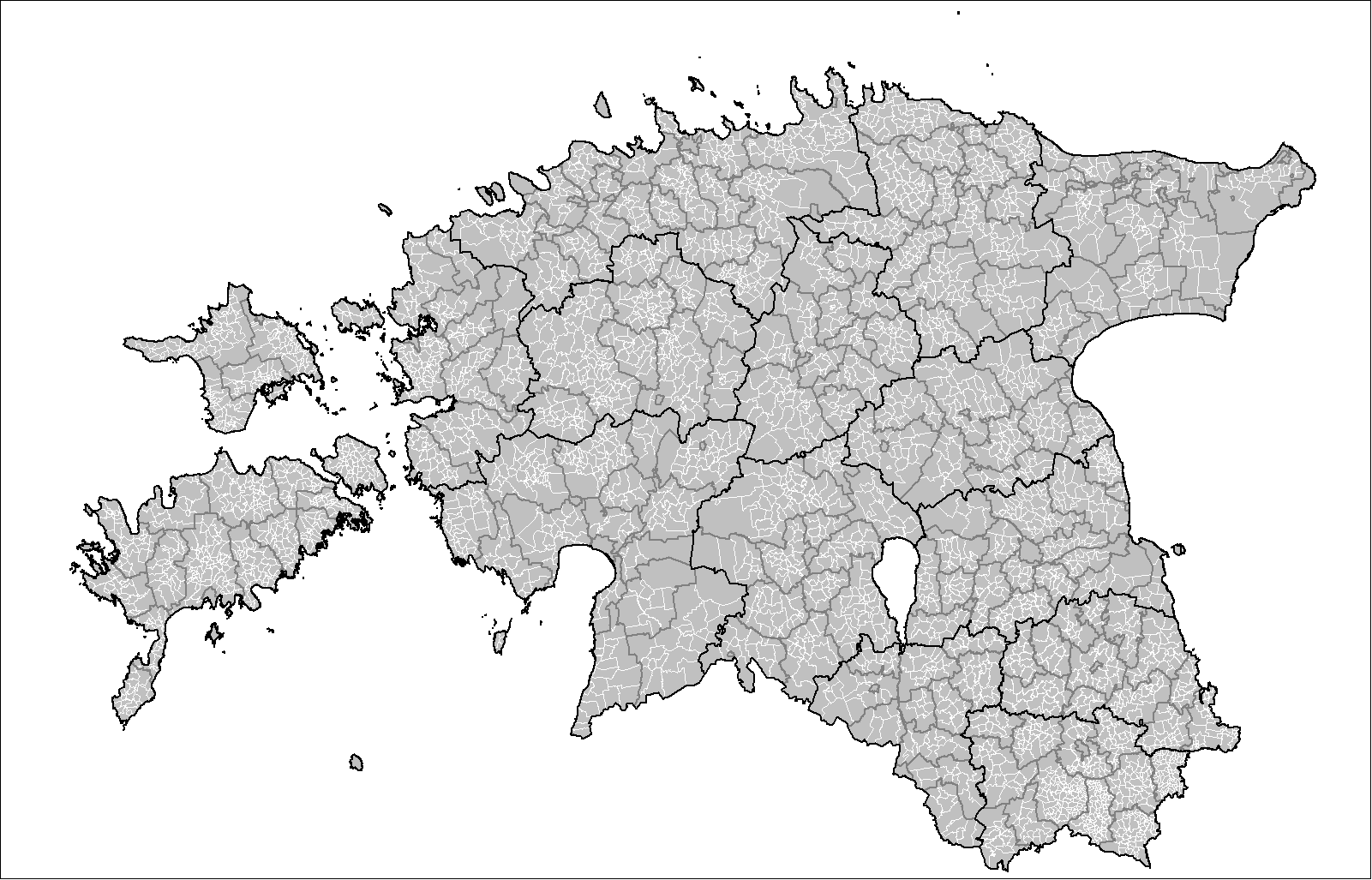
Provincies en gemeenten in Estland anno 2007

Plaatsen in Estland worden onderverdeeld in vijf typen:
- stad die het centrum van een stadsgemeente is (linn, meervoud linnad). Voorbeeld: Rakvere. Sinds de gemeentelijke herindeling van oktober 2017 zijn er 15 stadsgemeenten.
- stad die in een van de 64 landgemeenten ligt (vallasisene linn, meervoud vallasisesed linnad). Voorbeeld: Kilingi-Nõmme in de gemeente Saarde.
- kleine stad (alev, meervoud alevid). Voorbeeld: Kohtla-Nõmme in de gemeente Toila.
- groter dorp of ‘vlek’ (alevik, meervoud alevikud). Voorbeeld: Haabneeme in de gemeente Viimsi.
- dorp (küla, meervoud külad). Voorbeeld: Kaarma in de gemeente Saaremaa.

Het algemene woord voor ‘plaats’ is asula, meervoud asulad. Het Estische Ministerie van Binnenlandse Zaken stelt officieel vast in welke van deze vijf categorieën een plaats valt. Een plaats komt dus niet automatisch in een andere categorie terecht als ze krimpt of groeit. De categorieën zijn ook niet scherp afgebakend. De ‘vlek’ Haabneeme had in 2019 bijvoorbeeld 6483 inwoners, de ‘kleine stad’ Kohtla-Nõmme had er in hetzelfde jaar 968.
Elke categorie plaats, ook een dorp, kan dienen als hoofdplaats ofwel bestuurscentrum van een gemeente. Zo is het dorp Kurepalu het bestuurscentrum van de gemeente Kastre, hoewel die ook twee vlekken heeft, Roiu en Võnnu. Ook is de grootste plaats in een gemeente niet automatisch het bestuurscentrum. Haabneeme is bijvoorbeeld de grootste plaats in de gemeente Viimsi, maar het kleinere Viimsi is het bestuurscentrum.
Een stad is doorgaans onderverdeeld in wijken (asum, meervoud asumid). Twee steden, Tallinn en Kohtla-Järve, hebben nog een bestuurslaag tussen stad en wijk: het stadsdistrict (linnaosa, meervoud linnaosad).